# Campeonato Paulista de Futebol de 2020 - Série A3
A Série A3 do Campeonato Paulista de 2020 foi a 67.ª edição desta competição futebolística organizada pela Federação Paulista de Futebol. Originalmente, o torneio estava planejada para ser realizado no primeiro semestre do ano; contudo, o mesmo foi suspenso em março em decorrência da pandemia de COVID-19 e mais tarde postergado para o segundo semestre.
O título desta edição ficou com o Velo Clube, que se classificou na quinta posição; contudo, seguiu na fase eliminatória superando Capivariano, Noroeste e EC São Bernardo. Este último também garantiu o acesso para a segunda divisão de 2021. O Velo Clube venceu a competição pela primeira vez em sua história.
O rebaixamento para a quarta divisão foi definido na última rodada da fase inicial, quando Grêmio Osasco e Paulista foram desqualificados após serem derrotados por seus adversários.

## Formato e participantes
O regulamento da Série A2 do Campeonato Paulista permaneceu o mesmo do ano anterior: as dezesseis agremiações participantes se enfrentaram em turno único. Após quinze rodadas, os dois últimos colocados foram rebaixados para a quarta divisão, enquanto os oito primeiros se qualificaram para as quartas de final.
Além das doze agremiações que permaneceram no escalão na temporada anterior, a edição foi disputada por quatro novos integrantes. Linense e Nacional foram desqualificados do segundo escalão, enquanto Marília e Paulista conseguiram o acesso do quarto.
- Barretos Esporte Clube
- Batatais Futebol Clube
- Capivariano Futebol Clube
- Comercial Futebol Clube
- Desportivo Brasil
- Esporte Clube São Bernardo
- Grêmio Esportivo Osasco
- Clube Atlético Linense
- Marília Atlético Clube
- Nacional Atlético Clube
- Esporte Clube Noroeste
- Olímpia Futebol Clube
- Esporte Clube Primavera
- Rio Preto Esporte Clube
- Paulista Futebol Clube
- Associação Esportiva Velo Clube Rioclarense

## Resultados

### Primeira fase
- Capivariano e Velo Clube empataram no número de pontos. O posicionamento final foi determinado pelos critérios de desempate, o número de gols marcados.
- Desportivo Brasil e Marília empataram no número de pontos. O posicionamento final foi determinado pelos critérios de desempate, o número de vitórias.
- Olímpia e Rio Preto empataram no número de pontos. O posicionamento final foi determinado pelos critérios de desempate, o saldo de gols.
- Fonte: Futebolinterior.com.br

### Fases finais
|  | Quartas de final   | Quartas de final   | Quartas de final   | Quartas de final   |   |            | Semifinais                    | Semifinais                    | Semifinais                    | Semifinais                    |  |            | Final               | Final               | Final               | Final               |  |  |
|  | 17 a 25 de outubro | 17 a 25 de outubro | 17 a 25 de outubro | 17 a 25 de outubro |   |            | 31 de outubro a 7 de novembro | 31 de outubro a 7 de novembro | 31 de outubro a 7 de novembro | 31 de outubro a 7 de novembro |  |            | 13 e 16 de novembro | 13 e 16 de novembro | 13 e 16 de novembro | 13 e 16 de novembro |  |  |
|  |                    |                    |                    |                    |   |            |                               |                               |                               |                               |  |            |                     |                     |                     |                     |  |  |
|  | Velo Clube         | 2                  | 0                  | 2                  |   |            |                               |                               |                               |                               |  |            |                     |                     |                     |                     |  |  |
|  | Capivariano        | 0                  | 0                  | 0                  |   |            |                               |                               |                               |                               |  |            |                     |                     |                     |                     |  |  |
|  | Capivariano        | 0                  | 0                  | 0                  |   | Velo Clube | 0                             | 2                             | 2                             |                               |  |            |                     |                     |                     |                     |  |  |
|  |                    |                    |                    |                    |   | Velo Clube | 0                             | 2                             | 2                             |                               |  |            |                     |                     |                     |                     |  |  |
|  |                    | Noroeste           | 0                  | 1                  | 1 |            |                               |                               |                               |                               |  |            |                     |                     |                     |                     |  |  |
|  | Nacional-SP        | Noroeste           | 0                  | 1                  | 1 | 0          | 1                             | 1 (3)                         |                               |                               |  |            |                     |                     |                     |                     |  |  |
|  | Nacional-SP        |                    |                    |                    |   | 0          | 1                             | 1 (3)                         |                               |                               |  |            |                     |                     |                     |                     |  |  |
|  | Noroeste (p.)      | 0                  | 1                  | 1 (5)              |   |            |                               |                               |                               |                               |  |            |                     |                     |                     |                     |  |  |
|  | Noroeste (p.)      | 0                  | 1                  | 1 (5)              |   |            |                               |                               |                               |                               |  | Velo Clube | 2                   | 3                   | 5                   |                     |  |  |
|  |                    |                    |                    |                    |   |            |                               |                               |                               |                               |  | Velo Clube | 2                   | 3                   | 5                   |                     |  |  |
|  |                    | EC São Bernardo    | 1                  | 0                  | 1 |            |                               |                               |                               |                               |  |            |                     |                     |                     |                     |  |  |
|  | Linense            | EC São Bernardo    | 1                  | 0                  | 1 | 0          | 1                             | 1                             |                               |                               |  |            |                     |                     |                     |                     |  |  |
|  | Linense            |                    |                    |                    |   | 0          | 1                             | 1                             |                               |                               |  |            |                     |                     |                     |                     |  |  |
|  | Comercial          | 1                  | 3                  | 4                  |   |            |                               |                               |                               |                               |  |            |                     |                     |                     |                     |  |  |
|  | Comercial          | 1                  | 3                  | 4                  |   | Comercial  | 1                             | 1                             | 2                             |                               |  |            |                     |                     |                     |                     |  |  |
|  |                    |                    |                    |                    |   | Comercial  | 1                             | 1                             | 2                             |                               |  |            |                     |                     |                     |                     |  |  |
|  |                    | EC São Bernardo    | 3                  | 3                  | 6 |            |                               |                               |                               |                               |  |            |                     |                     |                     |                     |  |  |
|  | Batatais           | EC São Bernardo    | 3                  | 3                  | 6 | 0          | 2                             | 2                             |                               |                               |  |            |                     |                     |                     |                     |  |  |
|  | Batatais           |                    |                    |                    |   | 0          | 2                             | 2                             |                               |                               |  |            |                     |                     |                     |                     |  |  |
|  | EC São Bernardo    | 3                  | 3                  | 6                  |   |            |                               |                               |                               |                               |  |            |                     |                     |                     |                     |  |  |

- Em itálico, os clubes que possuem o mando de jogo no confronto. Em negrito, os vencedores.
- Este chaveamento foi adaptado para uma melhor visualização.
- Fonte: Futebolinterior.com.br